# Readiness To Sacrifice
Readiness To Sacrifice är ett album av sångaren Michael Kiske från 1999.

## Låtlista
1. Could Cry
2. Ban'em
3. Philistine City
4. Crosstown
5. Where Wishes Fly
6. Watch Your Blue
7. Out Of Homes
8. It
9. Easy
10. Shadowfights